# Arrout
Arrout település Franciaországban, Ariège megyében. Lakosainak száma 92 fő (2022. január 1.). Arrout Argein, Audressein, Balaguères és Cescau községekkel határos.

## Népesség
A település népességének változása:
| Lakosok száma | 52   | 47   | 64   | 61   | 78   | 81   | 85   | 90   | 90   | 92   |
|               | 1968 | 1982 | 1990 | 2006 | 2013 | 2015 | 2017 | 2019 | 2020 | 2022 |